# Gold (песня Kiiara)
«Gold» — дебютный сингл американской певицы Kiiara. Выпущенный 26 октября 2015 года на лейбле Atlantic Records. Песня достигла 52-й позиции в чарте Billboard Hot 100. Ремикс сингла был записан с участием певца Лил Уэйна 18 ноября 2016.

## Информация о песне
На сайте musicnotes.com сказано что музыка имеет умеренный ритм мелодий 84-88 ударов в минуту.

## Общие сведения
Сайт Renovned of Sound описывал песню так: «это смесь музыкальных жанров  электропопа и трэпа». Карл Уильотт из Idolator высказал своё мнение о том что певица Kiiara немного схожа с певицами Элли Голдинг и Лорд. Также он сказал следующее что ей повезло с продюсером Феликсом Шоу, который в свою очередь смог сделать песню ритмичной и танцевальной.
Журнал Billboard вставил песню «Gold» в чарт под номером 69 из 100, назвав её одной из лучших поп-композиций 2016 года.

## В массовой культуре
Песню можно было услышать по телесериалах и фильмах «Власть в ночном городе», «Куантико», «Geordie Shore», «Ривердейл» и «В розыске». Она также присутствует в фильме «Snatched». Песня является саундтреком в спортивной игре NBA 2K17.

## Места в чарте
| Чарт (2015–17)                             | Позиции в чарте |
| ------------------------------------------ | --------------- |
| Австралия (ARIA)                           | 5               |
| Австралия (Ö3 Austria Top 40)              | 50              |
| Бельгия (Ultratop 50 Flanders)             | 15              |
| Бельгия (Ultratip Wallonia)                | 4               |
| Канада/(Canadian Hot 100)                  | 20              |
| Канада/Canada Hot AC (Billboard)           | 47              |
| Канада/Canada CHR/Top 40 (Billboard)       | 8               |
| Республика Корея (Singles Digitál Top 100) | 27              |
| Дания Tracklisten)                         | 12              |
| Германия (Official German Charts)          | 42              |
| Ирландия (IRMA)                            | 32              |
| Италия (FIMI)                              | 53              |
| Ливан (Lebanese Top 20)                    | 13              |
| Нидерланды (Single Top 100)                | 56              |
| Новая Зеландия (Recorded Music NZ)         | 22              |
| Португалия AFP)                            | 36              |
| Румыния (Media Forest)                     | 6               |
| Шотландия (Official Charts Company)        | 37              |
| Словакия (Singles Digitál Top 100)         | 25              |
| Швеция (Sverigetopplistan)                 | 29              |
| Швейцария (Schweizer Hitparade)            | 53              |
| UK Singles (Official Charts Company)       | 48              |
| US Billboard Hot 100                       | 13              |
| US Adult Top 40 (Billboard)                | 20              |
| US Mainstream Top 40 (Billboard)           | 5               |
| US Rhythmic (Billboard)                    | 9               |

### Годовые чарты
| Чарт (2016)                        | Позиции |
| ---------------------------------- | ------- |
| Австралия (ARIA)                   | 26      |
| Бельгия (Ultratop Flanders)        | 49      |
| Канада (Canadian Hot 100)          | 53      |
| Дания (Tracklisten)                | 85      |
| Новая Зеландия (Recorded Music NZ) | 34      |
| Швейцария (Schweizer Hitparade)    | 91      |
| US Billboard Hot 100               | 52      |
| US Mainstream Top 40 (Billboard)   | 28      |

## Сертификации
| Страна                                                                                    | Сертификации | Продажи   |
| ----------------------------------------------------------------------------------------- | ------------ | --------- |
| Австралия (ARIA)                                                                          | 2× Платина   | 140,000^  |
| Канада (Music Canada)                                                                     | 3× Платина   | 30,000^   |
| Дания (IFPI Denmark)                                                                      | Золото       | 30,000^   |
| Италия (FIMI)                                                                             | Платина      | 50,000    |
| Новая Зеландия (RMNZ)                                                                     | Платина      | 15,000*   |
| United Kingdom (BPI)                                                                      | Серебро      | 200,000   |
| United States (RIAA)                                                                      | 2× Платина   | 2,000,000 |
| *все продажи основаны только на сертификации ^все продажи основаны только на сертификации |              |           |